# بسینت

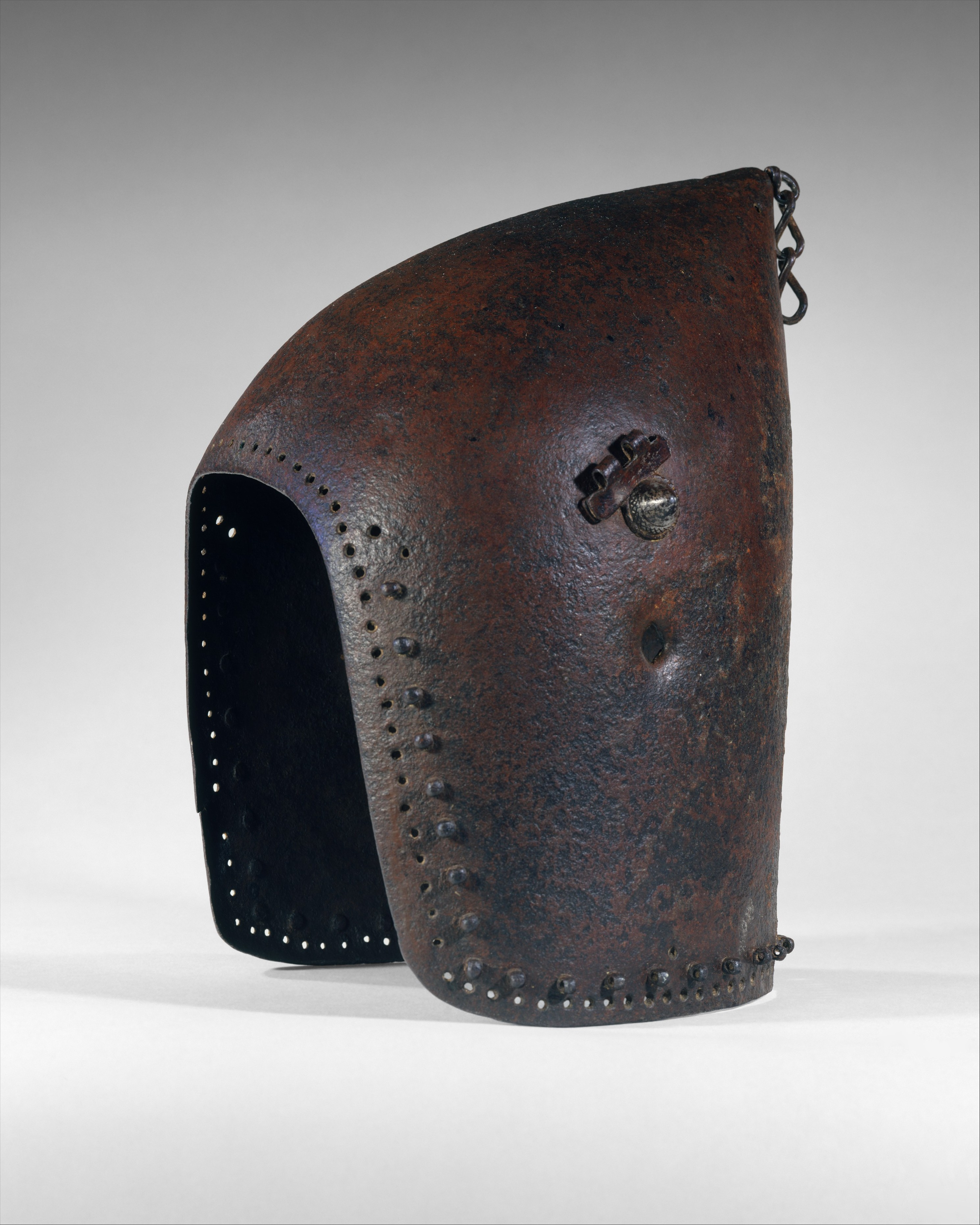
شمایلی از کلاه‌خود سبک

کلاه‌خود سبک (انگلیسی: Bascinet) گونه‌ای کلاه‌خود جنگی «روباز» در دوران قرون وسطی اروپا بود. این کلاه‌خود دارای راس نوک‌تیز بود که به به سمت پایین — در عقب گردن و کناره‌ها — امتداد داشت تا بتواند از گردن محافظت نماید.